# Christiaan Lindemans
Christiaan Antonius Lindemans (Róterdam, 24 de octubre de 1912 - Scheveningen, 20 de julio de 1946) fue un doble espía neerlandés durante la Segunda Guerra Mundial. Originalmente un miembro de la resistencia neerlandesa a la invasión nazi, Lindemans trabajó para los aliados, hasta que en 1943, ofreció sus servicios al Coronel Hermann Giskes, a cambio de la liberación de su hermano Henk y de su amante, capturados por la Gestapo.  Lindemans continuó trabajando para la Inteligencia Británica (bajo comando canadiense). En septiembre de 1944, Lindemans partió de Bruselas hacia Eindhoven, con la misión de informar a la resistencia neerlandesa de una inminente invasión aliada en los Países Bajos. Lindemans fue capturado en la frontera de Bélgica, y entregó la información a Giskes a través de Friedrich Kieswetter. Esta información contenía datos claves sobre la Operación Market Garden.
Lindemans fue capturado por la resistencia el 28 de octubre de 1944.  Fue enjuiciado y encarcelado por crímenes de guerra.  Se suicidó en su celda, con una sobredosis de píldoras para dormir. Lindemans era conocido como King Kong, por su alta estatura (casi 190 cm) y 130 kg de peso.
- Datos: Q2598183
- Multimedia: Christiaan Lindemans / Q2598183